# German 1000 Guineas

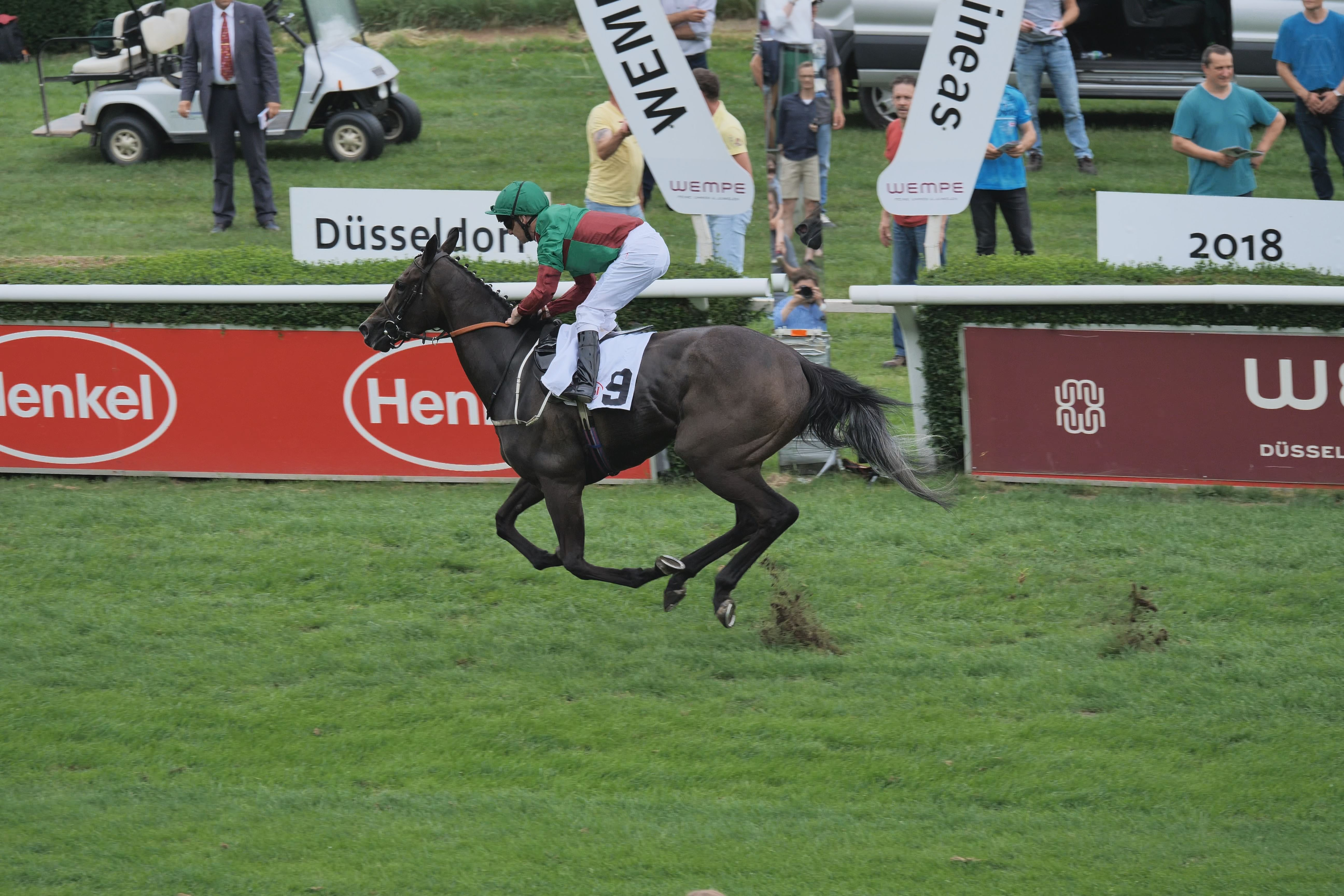
German 1,000 Guineas 2018: Die überlegene Siegerin Nyaleti überquert die Ziellinie.

Das German 1000 Guineas (aktuell WEMPE German 1000 Guineas) ist ein Pferderennen über 1600 Meter für dreijährige Stuten, das jährlich in Düsseldorf stattfindet. Der Name ist angelehnt an das Britische 1000 Guineas-Rennen. Es ist ein Gruppe-II-Rennen.

## Geschichte
Im Jahr 1919 fand das Rennen zum ersten Mal als Kisasszony-Rennen auf der Rennbahn Grunewald statt. Vier Jahre später wurde es auf die Galopprennbahn Hoppegarten verlegt. 1941 wurde das Rennen in Schwarzgold-Rennen umbenannt, nach dem legendären Rennpferd Schwarzgold, das im Vorjahr das Rennen gewonnen hatte und nach diesem Jahr in die Zucht überging. Nachdem das Rennen 1945 und auch im Folgejahr nicht ausgetragen worden war, fand es 1947 in Köln statt und ein Jahr später in Krefeld, bevor es ab 1949 auf Dauer nach Düsseldorf verlegt wurde.
Ab 1972 war das Rennen zunächst ein Gruppe-III-Rennen; 1985 wurde es zum Gruppe-II-Rennen angehoben. Danach bekam es unterschiedliche Namen, zunächst ab 1989 ARAG-Preis und ab 1997 Henkel-Rennen. Aktuell heißt es WEMPE German 1000 Guineas.

## 102. German 1000 Guineas
Die 102. German 1000 Guineas fanden am 12. Juni 2022 auf der Galopprennbahn Düsseldorf-Grafenberg statt. Das Rennen wurde von der in Frankreich von Philippe Decouz trainierten und im Besitz des französischen Fußballnationalspielers Antoine Griezmann stehenden Stute Txope (von Siyouni aus der Power Of The Moon) gewonnen. Geritten wurde Txope wurde von dem französischen Jockey Aurelien Lemaitre. Griezmann nutzte die Gunst der Stunde und verkaufte die Stute wenig später für 1,2 Mio. Euro auf einer Arquana-Auktion.

### Bilder der SiegerinTxope

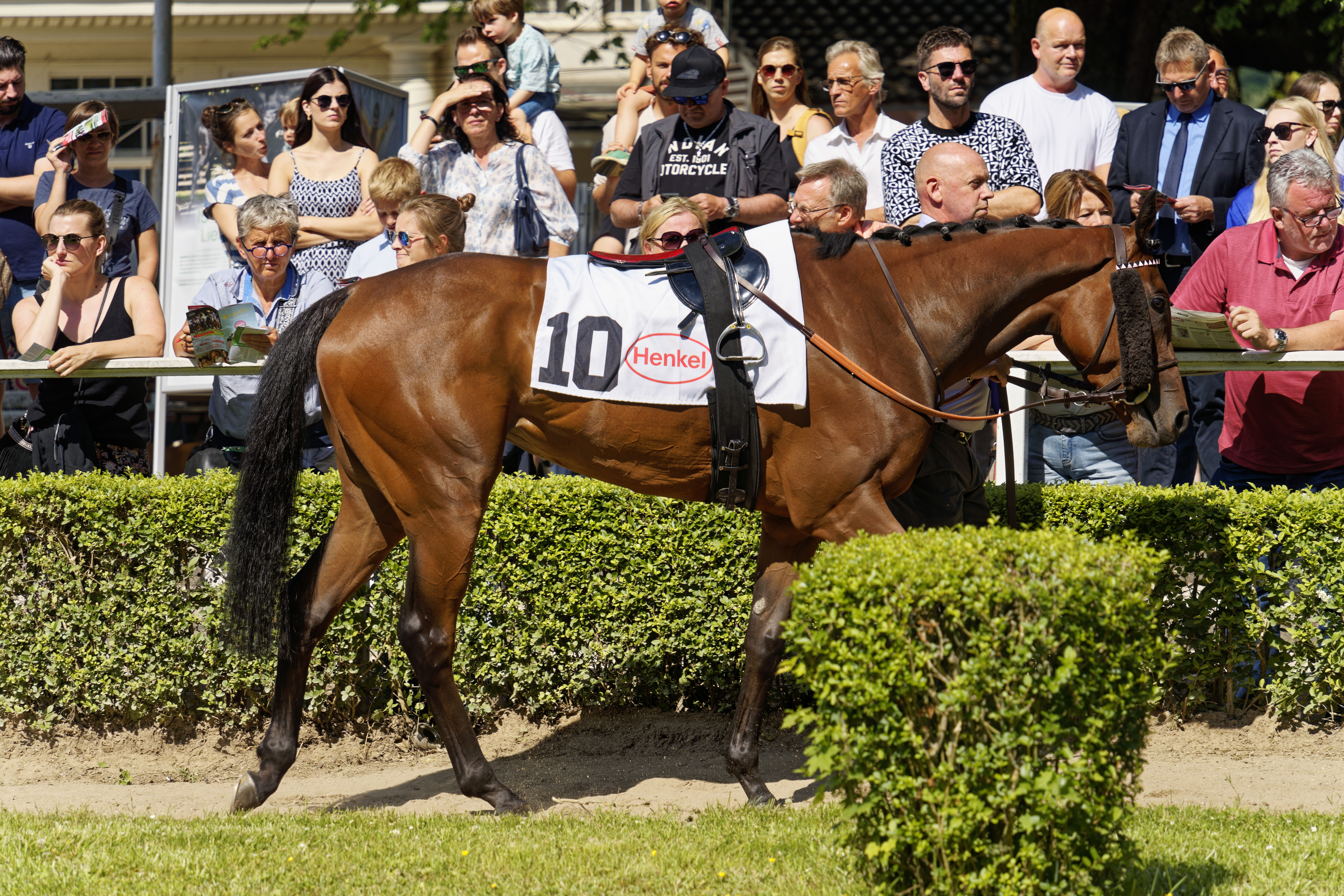
Txope im Führring
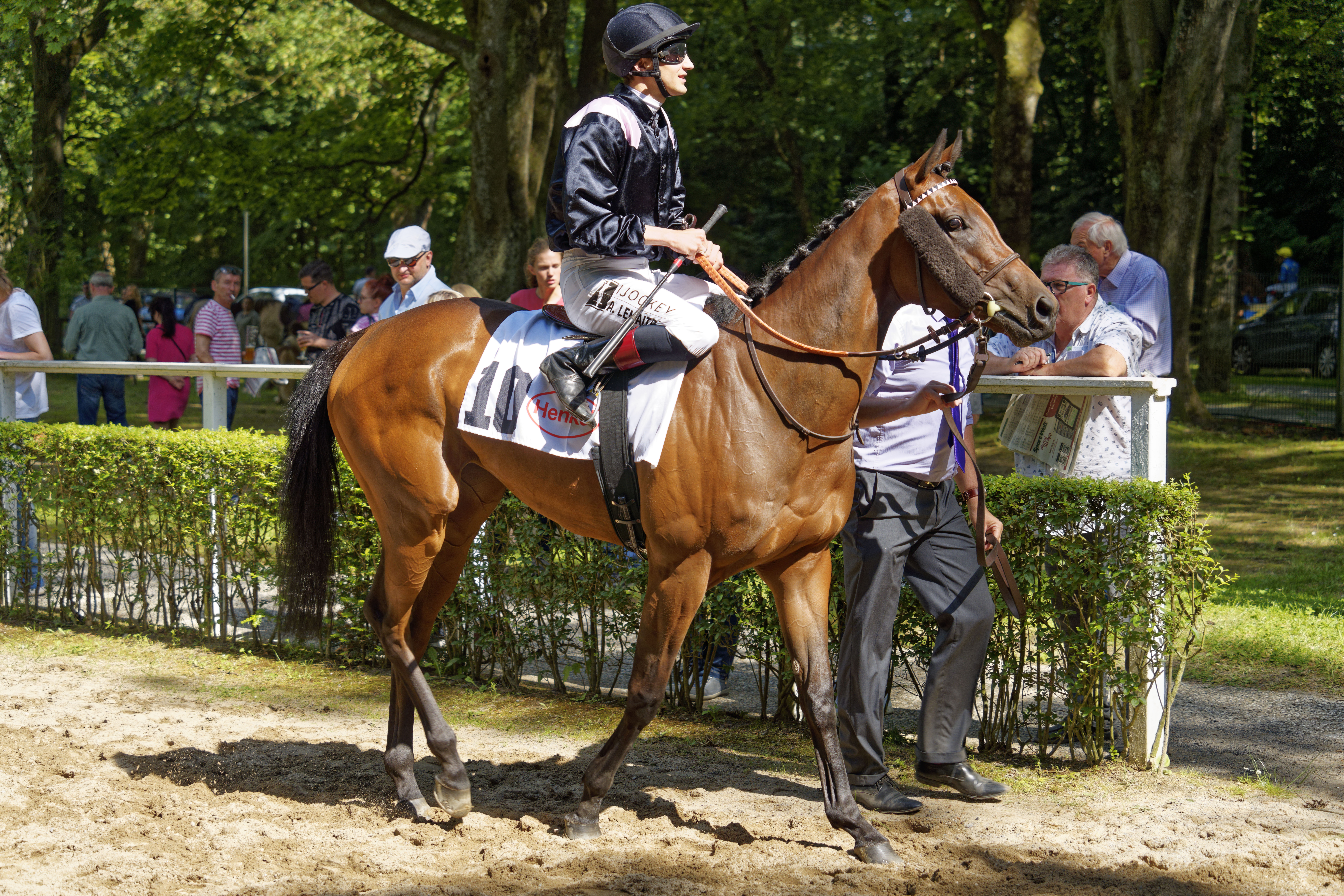
Beim Verlassen des Führrings mit Jockey Aurelien Lemaitre
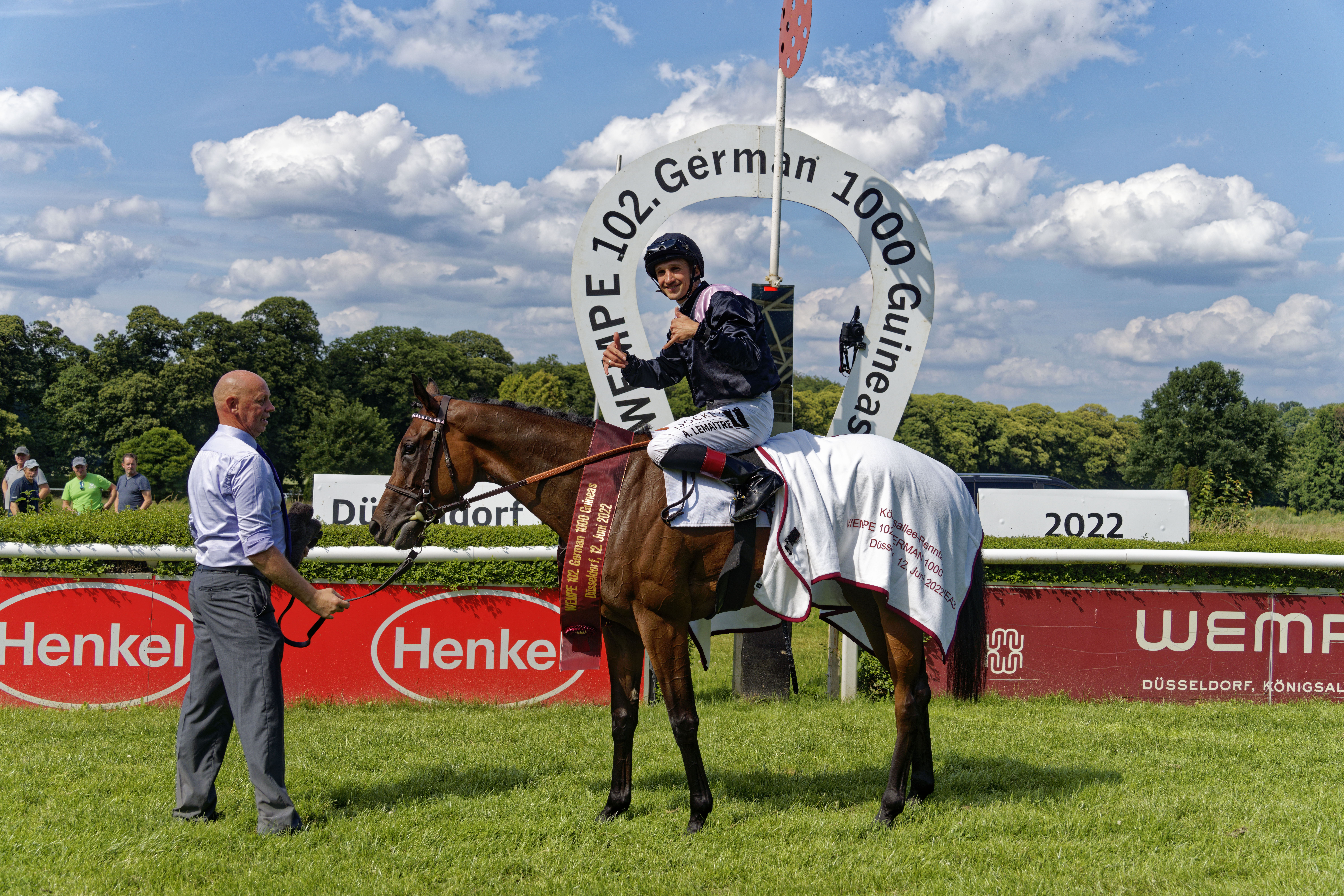
Nach dem Rennen mit Jockey Aurelien Lemaitre auf dem Geläuf
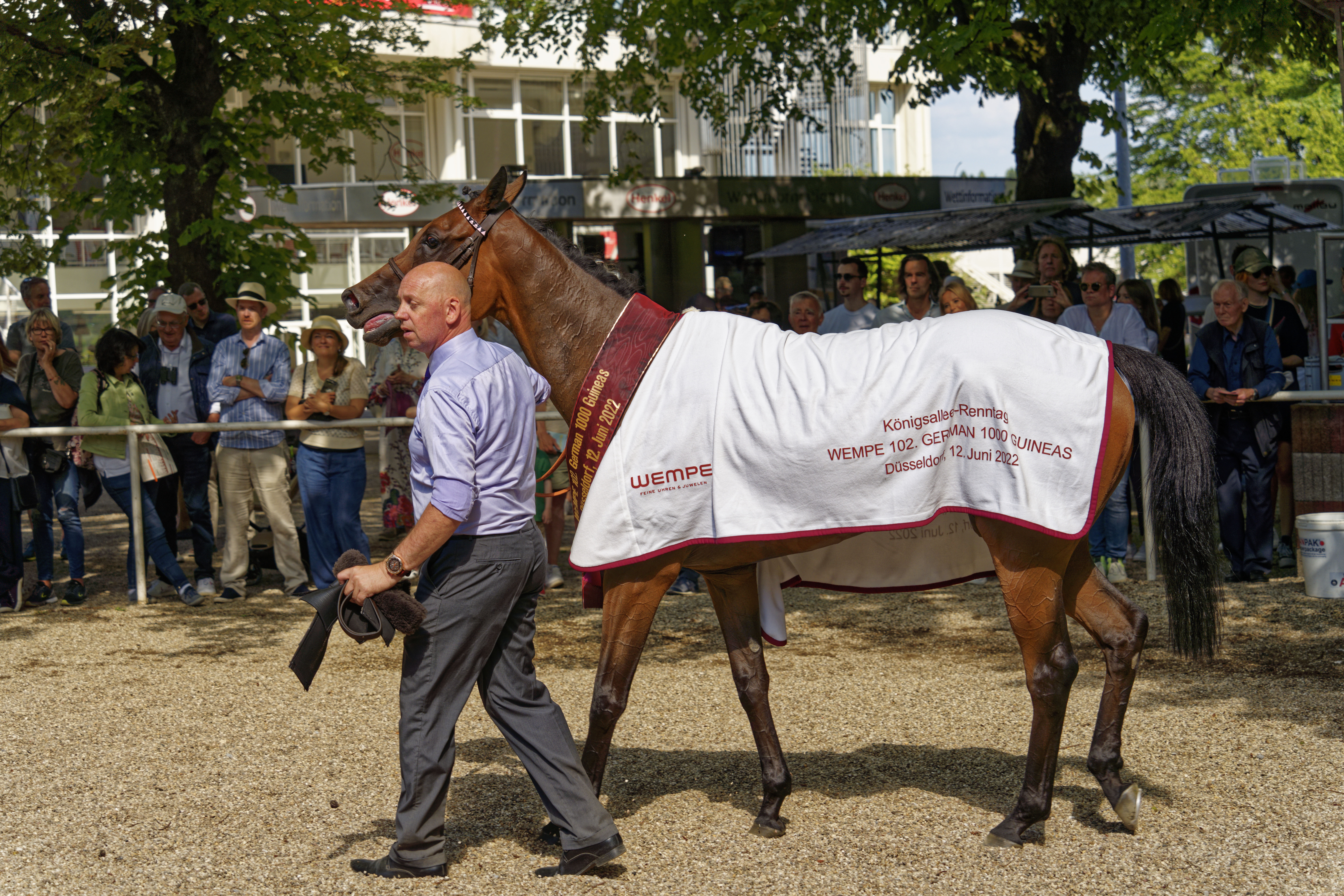
Im Absattelring

### Bilder der platzierten Pferde

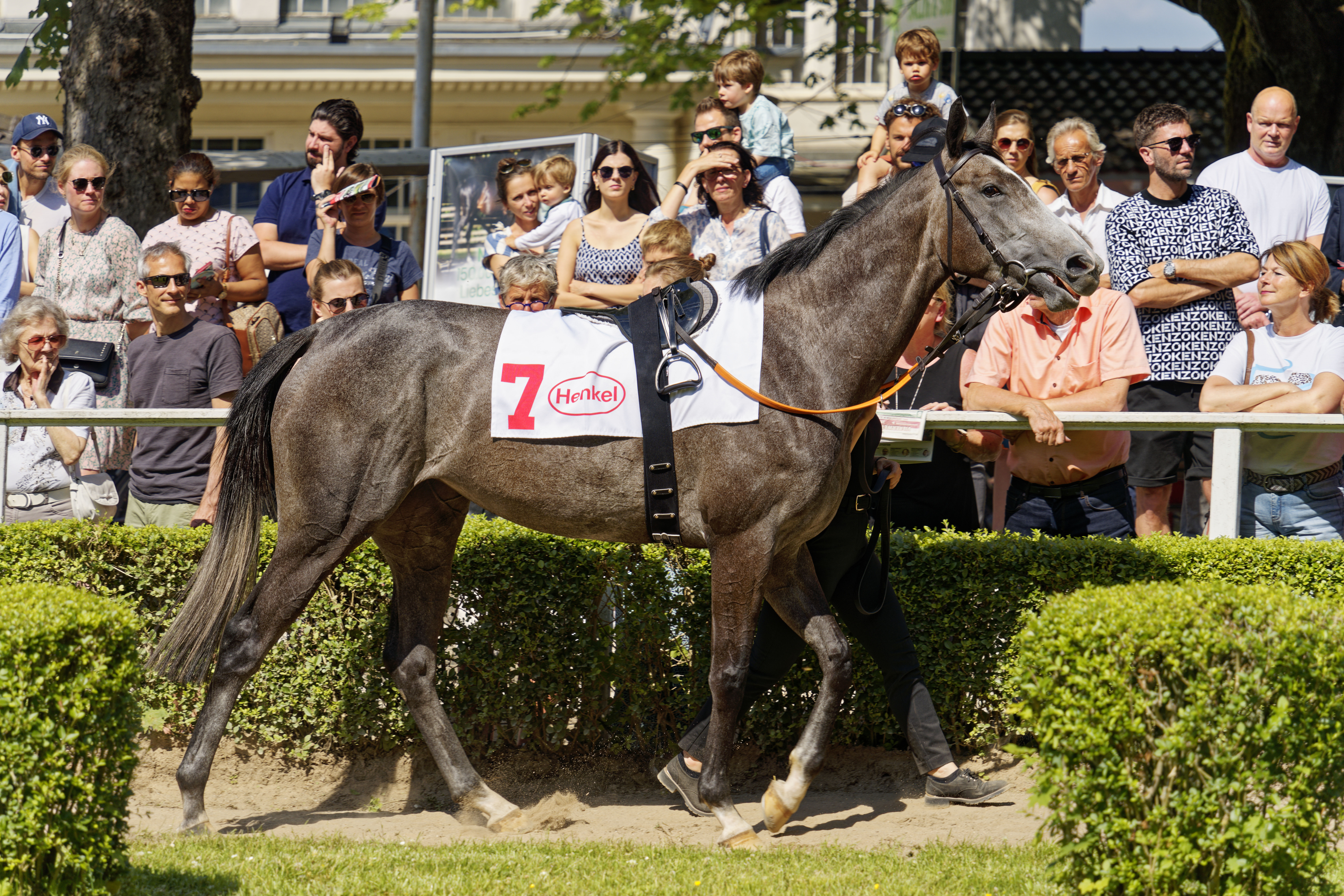
Die zweitplatzierte Stute Mylady im Führring
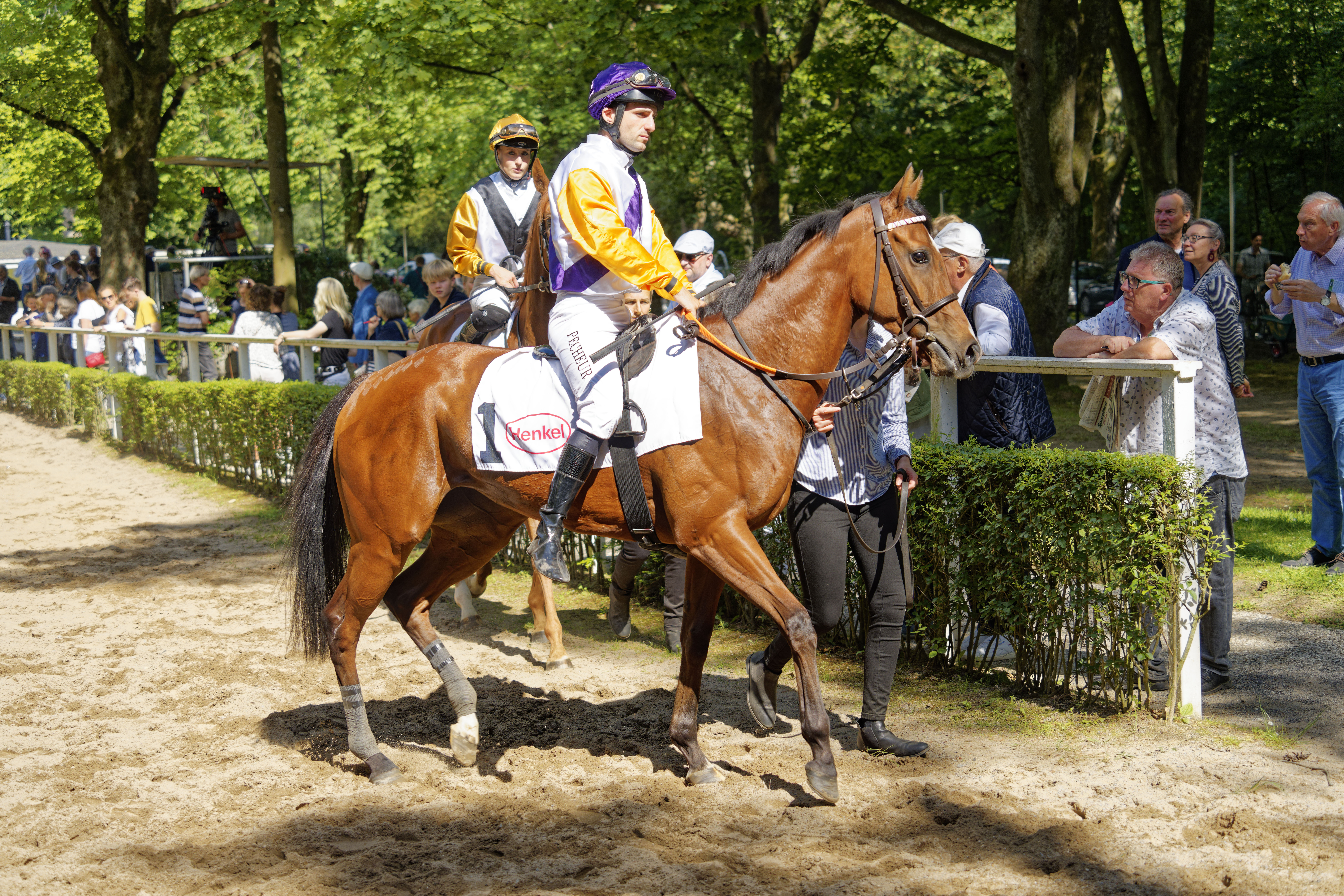
Die drittplatzierte Stute Dishina mit Jockey Maxim Pecheur beim Verlassen des Führrings
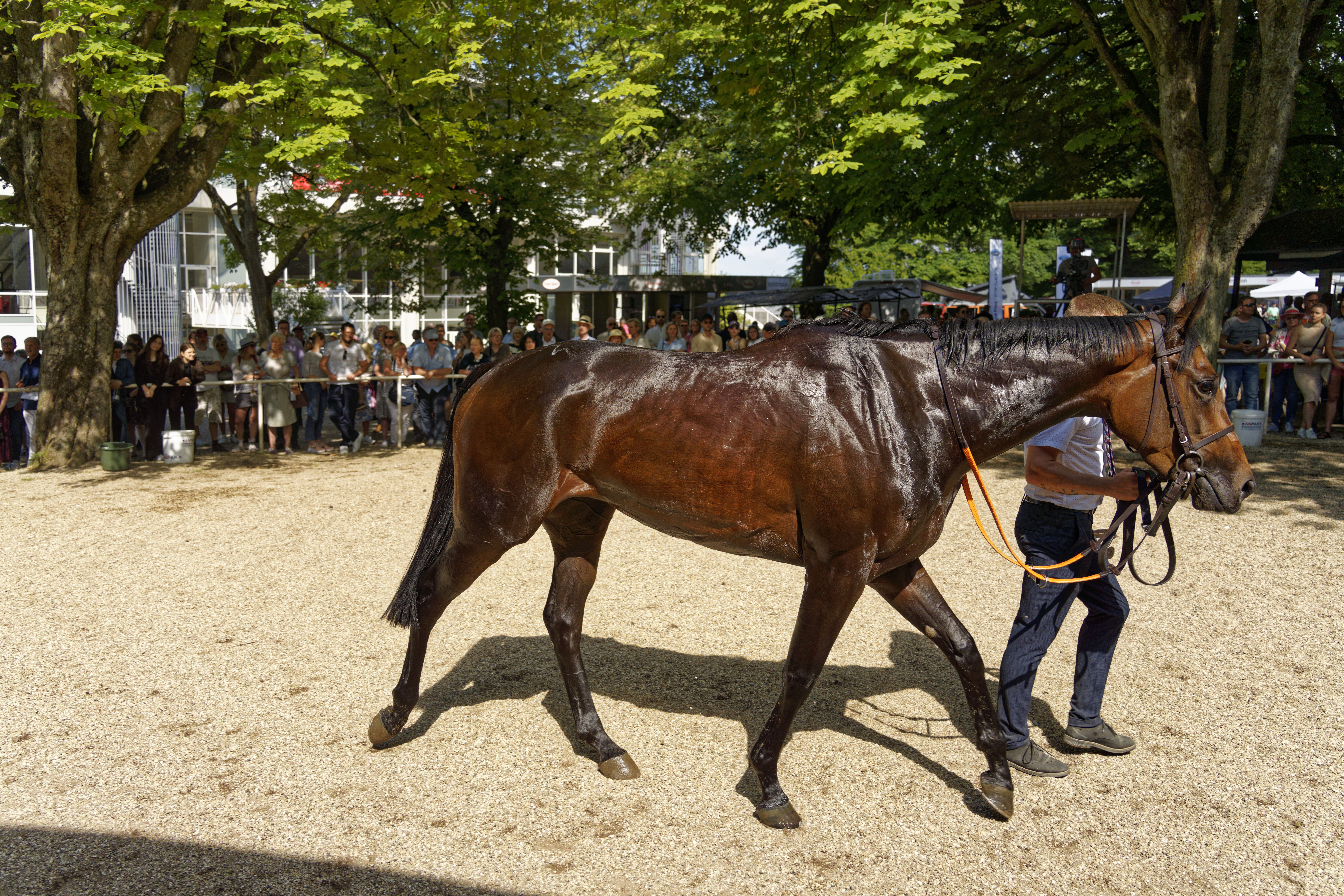
Die viertplatzierte Stute Mythicara im Absattelring
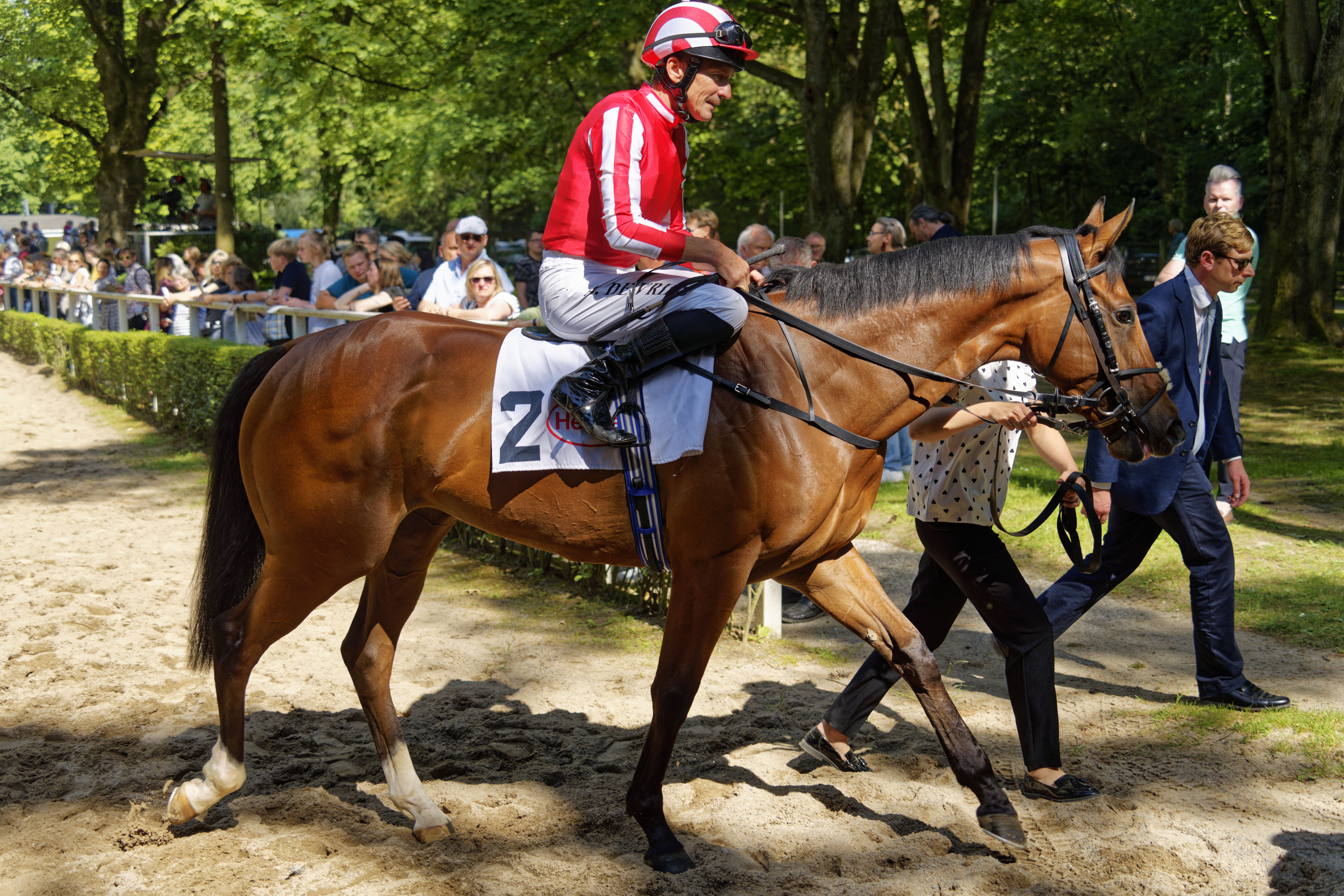
Fünftplatzierte Stute Fast Attack aus England mit Jockey Adrie de Vries kurz vor verlassen des Führrings

### Bilder vom Rennen

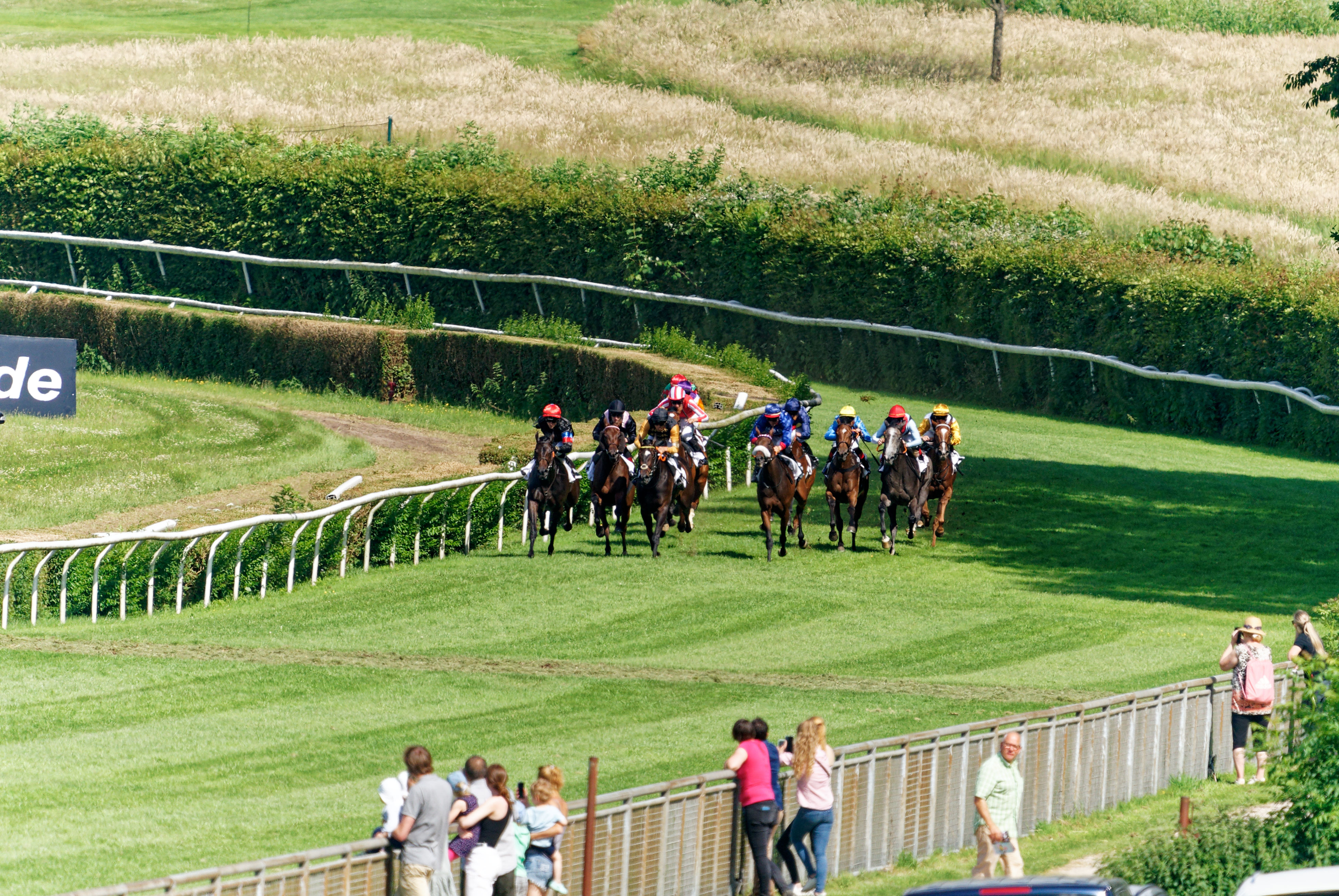
Eingangs der Zielgerade bilden Nandina, Txope und Villefranche die Führung
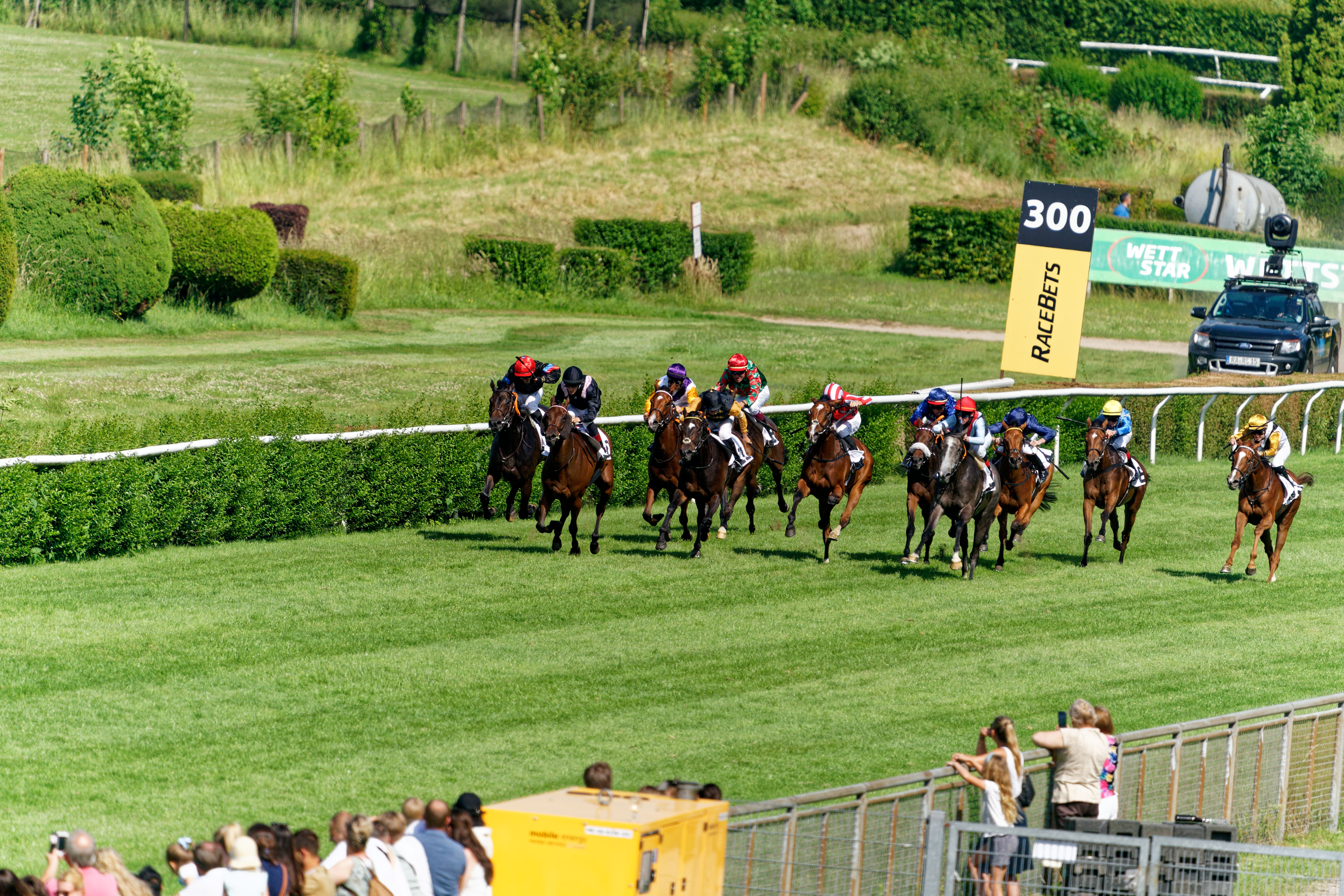
230 Meter vor dem Ziel passiert Txope Nandina, dann Villefranche und Dishina. Dahinter greifen Mythica (innen) und Mylady (außen) Fast Attack an
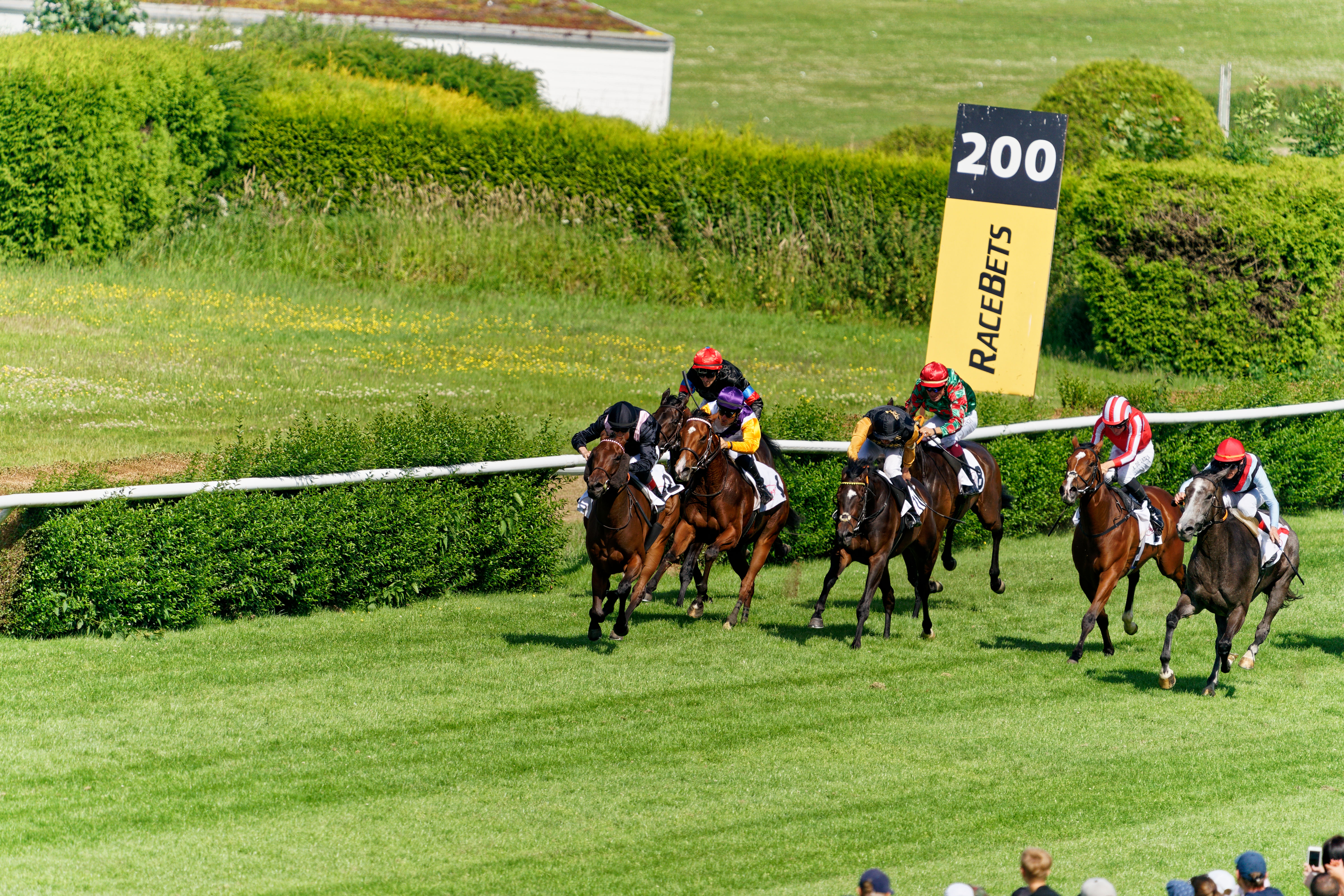
170 Meter hat Txope klar die Führung übernommen, Nandina fällt zurück und Dishina rückt auf den zweiten Platz vor
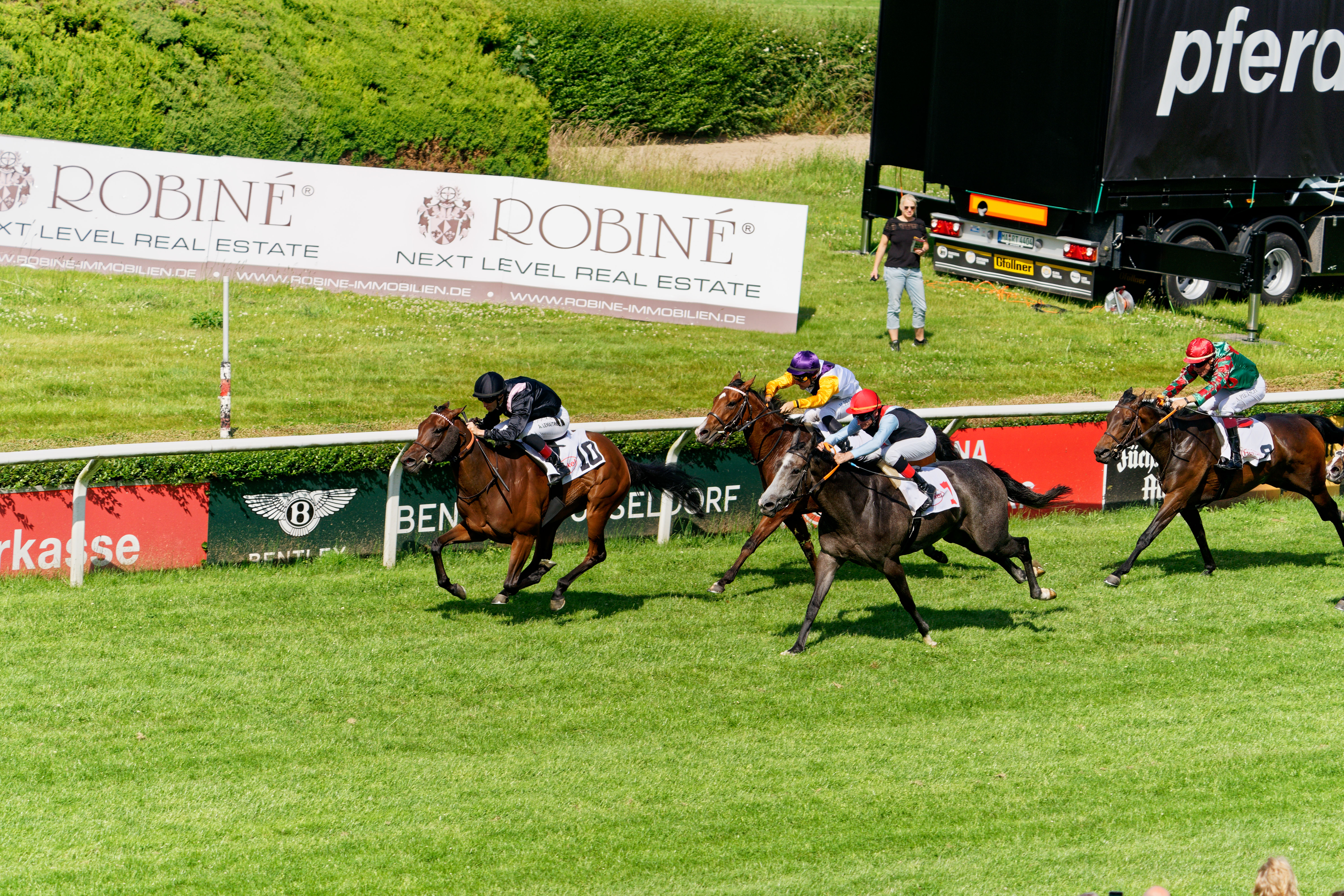
60 Meter vor dem Ziel liegt Txope klar in Führung. Mylady knapp vor Dishina. Mythica auf dem vierten Platz.
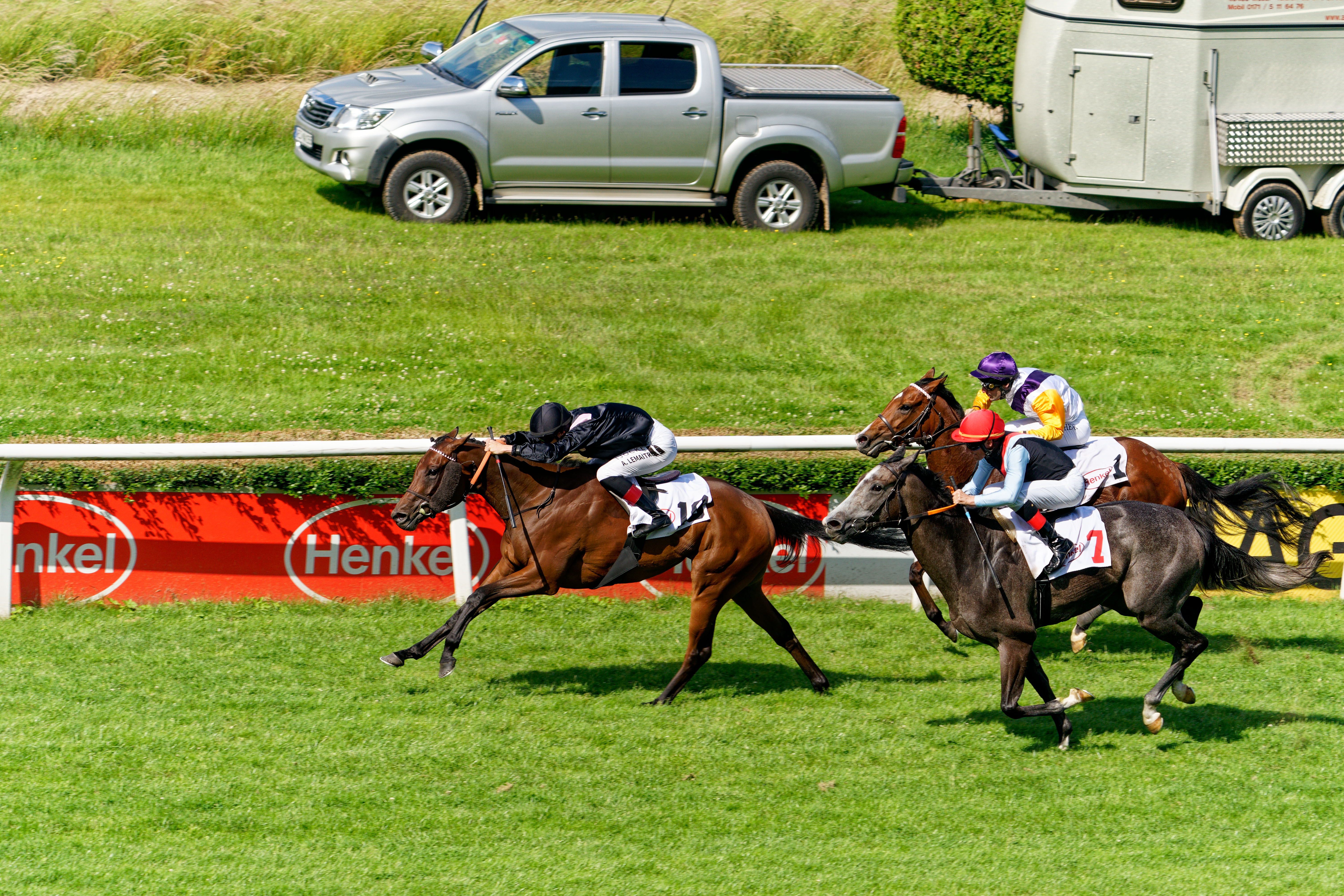
Kurz vor dem Ziel liegt Txope klar in Führung. Dahinter Mylady knapp vor Dishina.

### Siegerehrung

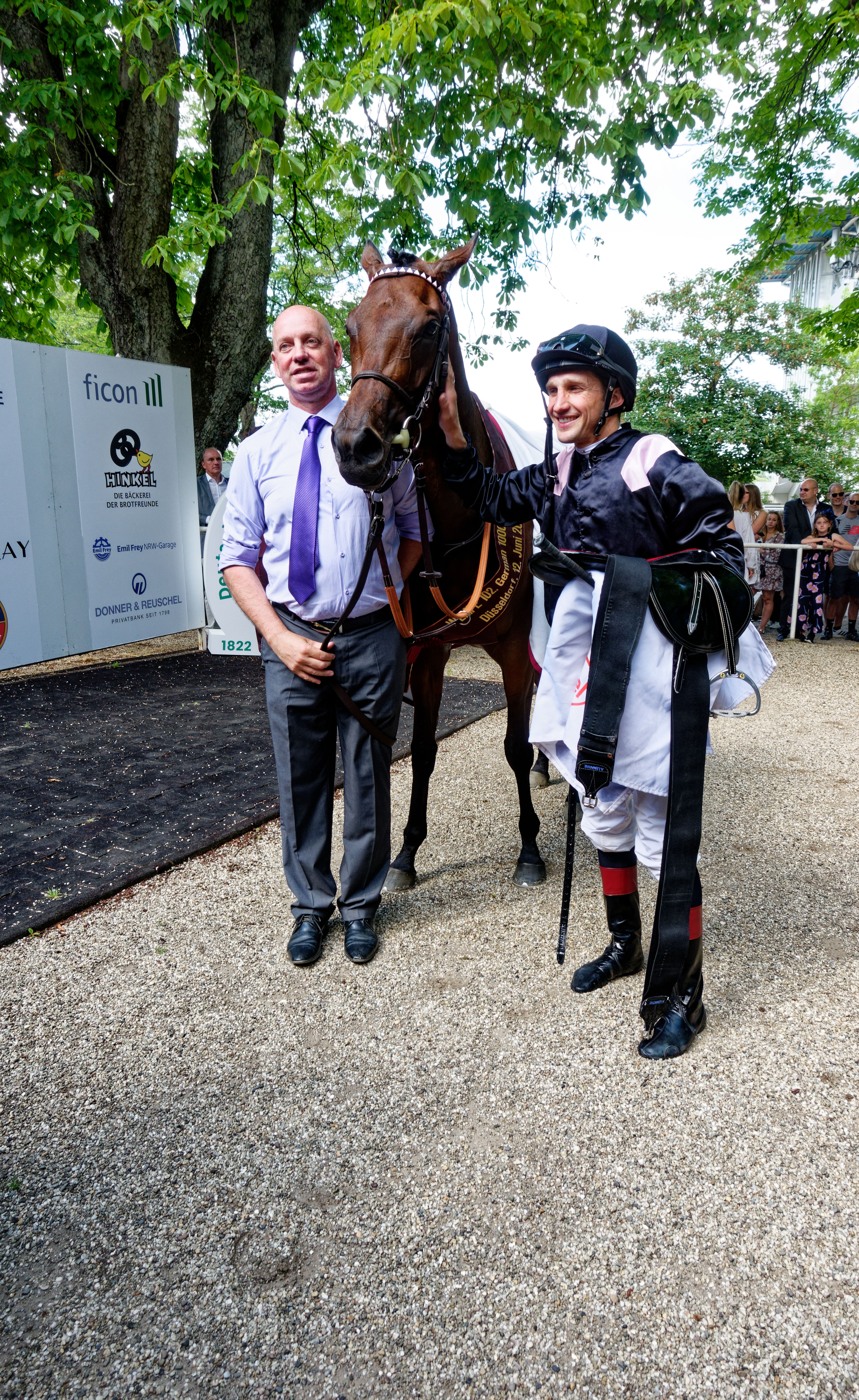
Das siegreiche Team im Absattelring
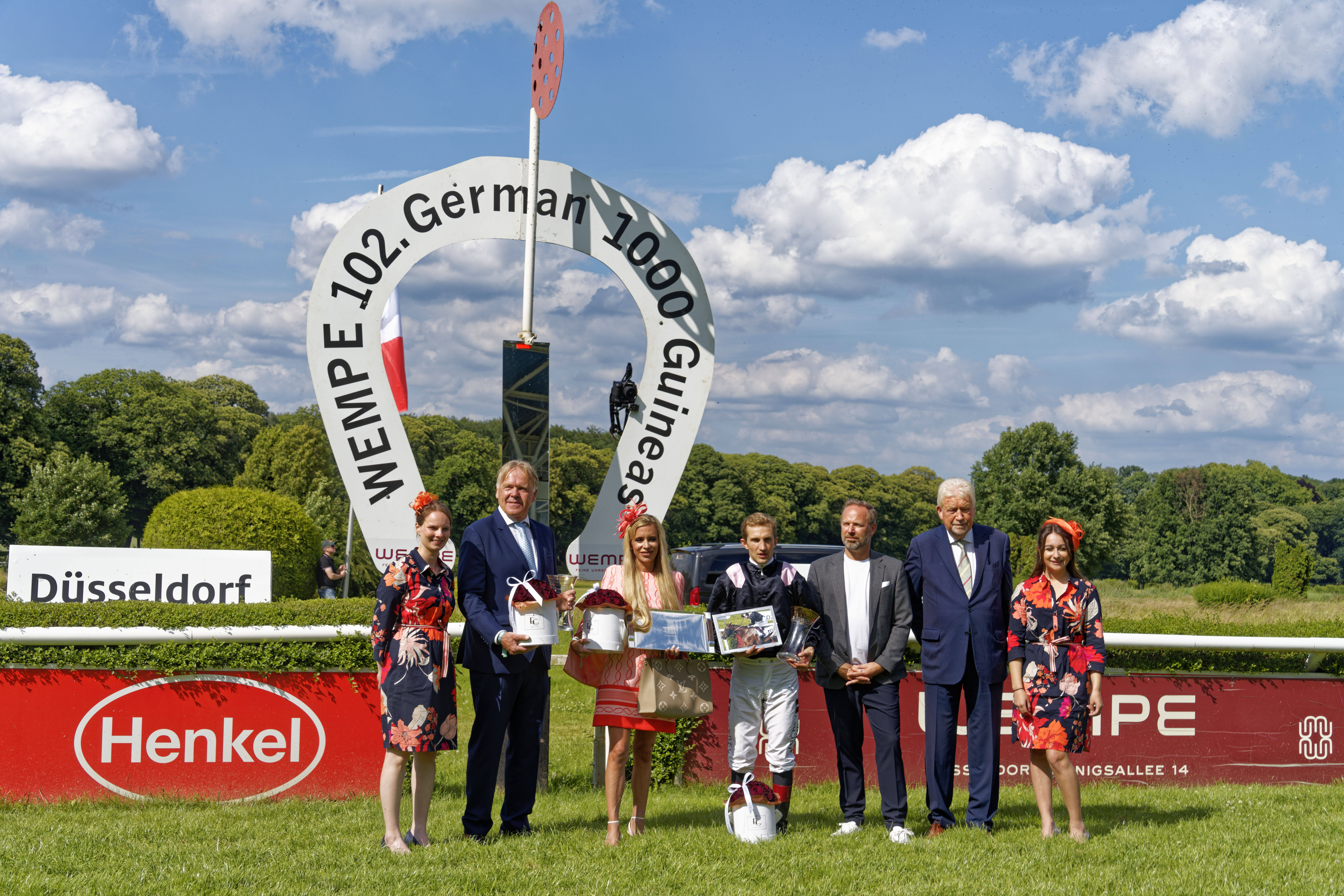
Siegerehrung auf dem Geläuf
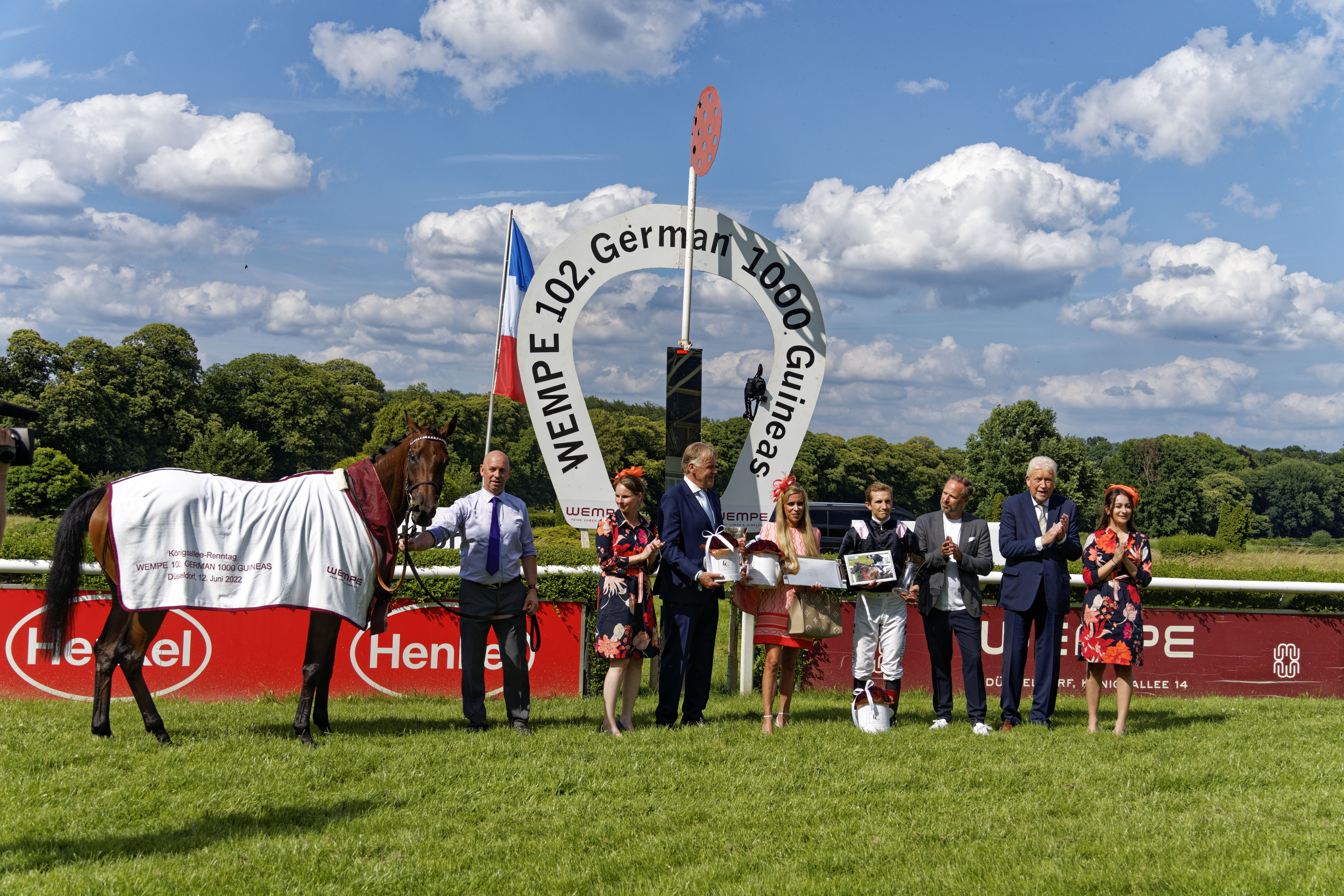
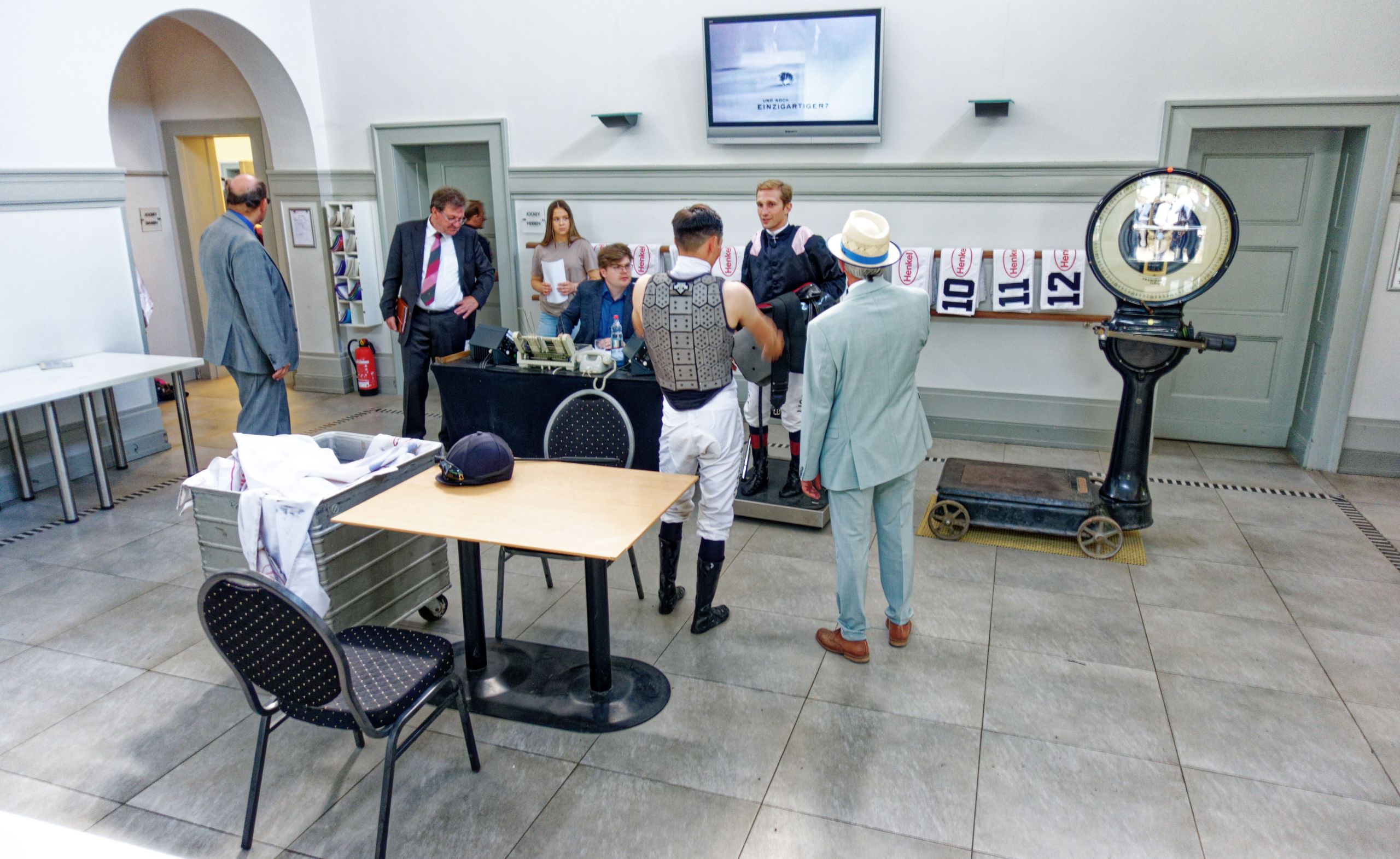
Jockey Aurelien Lemaitre beim zurückwiegen

## Gewinner bis 1967
- 1919: Tulipan
- 1920: Romanze
- 1921: Kamille
- 1922: Casa Bianca
- 1923: Ischida
- 1924: Petunie
- 1925: Melanie
- 1926: Faustina
- 1927: Burgbrohl
- 1928: Contessa Maddalena
- 1929: Ausnahme
- 1930: Stromschnelle
- 1931: Sichel
- 1932: Alemannia
- 1933: Ausflucht
- 1934: Schwarzliesel

- 1935: Dornrose
- 1936: Nereide
- 1937: Iniga Isolani
- 1938: Hannenalt
- 1939: Tatjana
- 1940: Schwarzgold
- 1941: Beresina / Farida *
- 1942: Vivere
- 1943: Mainkur
- 1944: Träumerei
- 1945–46: kein Rennen
- 1947: Königswiese
- 1948: Aralia
- 1949: Asterblüte
- 1950: Gitana
- 1951: Muskatblüte

- 1952: Königstreue
- 1953: Naxos
- 1954: Bella Donna
- 1955: Silver City
- 1956: Liebeslied
- 1957: Thila
- 1958: Ivresse
- 1959: Wiesenblüte
- 1960: Santa Cruz
- 1961: Alisma
- 1962: Brisanz
- 1963: Lis
- 1964: Alte Liebe
- 1965: Tigerin
- 1966: Bravour
- 1967: Landeskrone

* 1941 wurde das Rennen als Totes Rennen gewertet und hatte deshalb zwei Sieger.

## Sieger seit 1968
| Jahr | Gewinner           | Jockey             | Trainer               | Besitzer                | Siegerzeit |
| 1968 | Ordinanz           | Peter Alafi        | Sven von Mitzlaff     | Gestüt Zoppenbroich     | 1:53.10    |
| 1969 | Schönbrunn         | Peter Kienzler     | Heinz Jentzsch        | Gestüt Schlenderhan     | 1:42.20    |
| 1970 | Ariadne            | Joan Pall          | Josef Hochstein       | C. Geerz                | 1:40.30    |
| 1971 | Dulcia             | Joan Pall          | Hein Bollow           | Gestüt Erlenhof         | 1:43.60    |
| 1972 | Ankerwinde         | Peter Remmert      | Hein Bollow           | Gestüt Asta             | 1:45.40    |
| 1973 | Oraza              | W. Wickert         | Georg Zuber           | Stall Rosenau           | 1:39.80    |
| 1974 | Une Amie           | Willie Carson      | Theo Grieper          | Gestüt Röttgen          | 1:38.50    |
| 1975 | Brigida            | Ralf Suerland      | Heinz Jentzsch        | Gestüt Schlenderhan     | 1:41.10    |
| 1976 | Licata             | Joan Pall          | Heinz Jentzsch        | Gestüt Webelsgrund      | 1:40.70    |
| 1977 | Aviatik            | Horst Horwart      | Heinz Jentzsch        | Gestüt Schlenderhan     | 1:46.90    |
| 1978 | Ocana              | Joan Pall          | Heinz Jentzsch        | Gestüt Fährhof          | 1:45.40    |
| 1979 | Alaria             | Michael Rath       | Georg Zuber           | Stall Weissenhof        | 1:48.20    |
| 1980 | Leticia            | Peter Remmert      | Heinz Jentzsch        | Gestüt Fährhof          | 1:44.20    |
| 1981 | Adita              | Dave Richardson    | Arthur-Paul Schlaefke | Gestüt Ebbesloh         | 1:45.70    |
| 1982 | Opium              | Georg Bocskai      | Heinz Jentzsch        | Gestüt Bona             | 1:44.60    |
| 1983 | Well Proved        | Eric Apter         | Theo Grieper          | Gestüt Röttgen          | 1:45.80    |
| 1984 | Slenderella        | Andrzej Tylicki    | Heinz Jentzsch        | Gestüt Schlenderhan     | 1:42.00    |
| 1985 | Grimpola           | Manfred Hofer      | Uwe Ostmann           | Stall Auetal            | 1:47.60    |
| 1986 | Comprida           | Georg Bocskai      | Heinz Jentzsch        | Gestüt Fährhof          | 1:41.30    |
| 1987 | Majorität          | Peter Remmert      | Hein Bollow           | Gestüt Erlengrund       | 1:41.50    |
| 1988 | Alte Zeit          | Peter Remmert      | Hein Bollow           | Stall Mühlengrund       | 1:38.00    |
| 1989 | Filia Ardross      | Lutz Mäder         | Bruno Schütz          | Klaus Rohde             | 1:38.25    |
| 1990 | Walesiana          | Manfred Hofer      | Theo Grieper          | Gestüt Moritzberg       | 1:40.05    |
| 1991 | Kazoo              | Walter Swinburn    | Bill Watts            | Sheikh Mohammed         | 1:39.86    |
| 1992 | Princess Nana      | Mark Rimmer        | Bruno Schütz          | Stall Imperator         | 1:42.19    |
| 1993 | Quebrada           | Andrzej Tylicki    | Heinz Jentzsch        | Gestüt Fährhof          | 1:39.77    |
| 1994 | Life's Luck        | Terence Hellier    | Bruno Schütz          | Stall Marcassargues     | 1:37.91    |
| 1995 | Tryphosa           | Andreas Boschert   | Andreas Wöhler        | Gestüt Burg Eberstein   | 1:37.78    |
| 1996 | La Blue            | Terence Hellier    | Bruno Schütz          | Gestüt Wittekindshof    | 1:43.11    |
| 1997 | Que Belle          | Kevin Woodburn     | Harro Remmert         | Stall Stoof             | 1:46.82    |
| 1998 | Elle Danzig        | Andrasch Starke    | Andreas Schütz        | Gestüt Wittekindshof    | 1:40.11    |
| 1999 | Rose of Zollern    | Torsten Mundry     | Peter Rau             | Stall Zollern           | 1:35.52    |
| 2000 | Crimplene          | Philip Robinson    | Clive Brittain        | Darley Stud             | 1:35.16    |
| 2001 | Dakhla Oasis       | L. Hammer-Hansen   | Andreas Schütz        | Gestüt Park Wiedingen   | 1:37.23    |
| 2002 | Portella           | Eduardo Pedroza    | Andreas Löwe          | Siegfried Herzig        | 1:42.54    |
| 2003 | Diacada            | Andreas Suborics   | Hans Blume            | Gestüt Röttgen          | 1:37.05    |
| 2004 | Shapira            | Jiri Palik         | Andreas Löwe          | Stall Granum            | 1:42.21    |
| 2005 | Anna Monda         | Torsten Mundry     | Peter Rau             | Gestüt Brümmerhof       | 1:47.20    |
| 2006 | Lolita             | Andreas Helfenbein | Andreas Löwe          | Stall Le Rastaquouere   | 1:48.64    |
| 2007 | Mi Emma            | Eduardo Pedroza    | Andreas Wöhler        | Rennstall Darboven      | 1:38.16    |
| 2008 | Briseida           | Martin Dwyer       | Peter Schiergen       | Stall Litex             | 1:36.29    |
| 2009 | Penny's Gift       | Richard Hughes     | Richard Hannon, Sr.   | Malcolm & Penny Brown   | 1:39.29    |
| 2010 | Kali               | Adrie de Vries     | Waldemar Hickst       | Gestüt Park Wiedingen   | 1:38.04    |
| 2011 | Lips Poison        | Davy Bonilla       | Andreas Löwe          | Stall Lintec            | 1:41.03    |
| 2012 | Electrelane        | Jim Crowley        | Ralph Beckett         | Clipper Logistics       | 1:40.40    |
| 2013 | Akua'da            | Eduardo Pedroza    | Andreas Wohler        | Gestut Brummerhof       | 1:38.95    |
| 2014 | Ajaxana            | Anthony Crastus    | Waldemar Hickst       | Stall Lucky Owner       | 1:37.67    |
| 2015 | Full Rose          | Jozef Bojko        | Andreas Wöhler        | Jaber Abdullah          | 1:39.64    |
| 2016 | Hawksmoor          | James Doyle        | Hugo Palmer           | Lael Stable             | 1:37.30    |
| 2017 | Unforgetable Filly | James Doyle        | Hugo Palmer           | Dr Ali Ridha            | 1:35.49    |
| 2018 | Nyaleti            | Joe Fanning        | Mark Johnston         | 3 Batterhams and A Reay | 1:36.89    |
| 2019 | Main Edition       | Joe Fanning        | Mark Johnston         | Saif Ali                | 1:36.46    |
| 2020 | Lancade            | Adrie de Vries     | Yasmin Almenräder     | Stall Raffelberg        | 1:36.08    |
| 2021 | Novemba            | Sibylle Vogt       | Peter Schiergen       | Gestut Brummerhof       | 1:35.41    |
| 2022 | Txope              | Aurelien Lemaitre  | Philippe Decouz       | Ecurie Griezmann        | 1:35.82    |
| 2023 | Habana             | Eduardo Pedroza    | Andreas Wohler        | Stiftung Gestut Fahrhof | 1:33.21    |
| 2024 | Darnation          | Adrie de Vries     | Karl Burke            | Newtown Anner Stud Farm | 1:37.50    |